# Barania Kazalnica
Barania Kazalnica (słow. Barania kazateľnica) – turnia w słowackiej części Tatr Wysokich, położona w ich grani głównej, w masywie Baranich Rogów. Od południa graniczy z Wyżnim Baranim Zwornikiem, zaś od strony północnej z Przełęczą Stolarczyka, tuż ponad którą się znajduje. Na szczyt nie prowadzą żadne szlaki turystyczne.
Zachodnie stoki Baraniej Kazalnicy opadają do Baraniego Bańdziocha – górnego piętra Doliny Czarnej Jaworowej. Dla taterników najciekawsza jest wschodnia ściana turni, opadająca do Baraniej Kotliny, najwyższej części Doliny Dzikiej. Sama turnia nie znajduje się dokładnie w osi grani głównej. Najdogodniejsza droga prowadzi na nią od strony Przełęczy Stolarczyka.
Pierwsze wejścia:
- latem – Józef Stolarczyk, Ambroży Reformat (Tomasz Trausyl), przewodnicy Wojciech Gąsienica Kościelny, Wojciech Ślimak, Szymon Tatar starszy i Jędrzej Wala starszy, przed 17 września 1867 r.,
- zimą – Adam Karpiński i Konstanty Narkiewicz-Jodko, 4 kwietnia 1928 r.[2]